# Нижнечирское сельское поселение
Нижнечи́рское се́льское поселе́ние — сельское поселение (до 2008 года городское поселение) в Суровикинском районе Волгоградской области. Административный центр — станица Нижний Чир.

## География
Поселение расположено на востоке Суровикинского района, на правом берегу Цимлянского водохранилища, которое расположено на востоке поселения. Оно граничит с сельскими поселениями: Ближнеосиновское, Новомаксимовское, Верхнесолоновское, Лысовское,Сысоевское, а так же с муниципальными районами: Чернышковский и Октябрьский.

## История
21 декабря 2004 года в соответствии с Законом Волгоградской области № 971-ОД было образовано Нижнечирское городское поселение. 11 июня 2008 года в соответствии с Законом Волгоградской области № 1712-ОД рабочий посёлок Нижний Чир преобразован в станицу, а Нижнечирское городское поселение — в Нижничирское сельское поселение.

## Население
| 2010  | 2012  | 2013  | 2014  | 2015  | 2016  | 2017  |
| ----- | ----- | ----- | ----- | ----- | ----- | ----- |
| 4725  | ↘4657 | ↘4576 | ↘4480 | ↘4382 | ↘4281 | ↘4204 |
| 2018  | 2019  | 2020  | 2021  |       |       |       |
| ↘4165 | ↘4064 | ↘4041 | ↘3879 |       |       |       |

## Состав сельского поселения
| № | Населённый пункт            | Тип населённого пункта | Население |
| - | --------------------------- | ---------------------- | --------- |
| 1 | Ближнемельничный            | хутор                  | 106       |
| 2 | Ближнеподгорский            | хутор                  | 120       |
| 3 | Дом отдыха «40 лет Октября» | посёлок                | 10        |
| 4 | Нижний Чир                  | станица                | ↘3220     |
| 5 | Суворовская                 | станица                | ↘451      |